# Año platónico

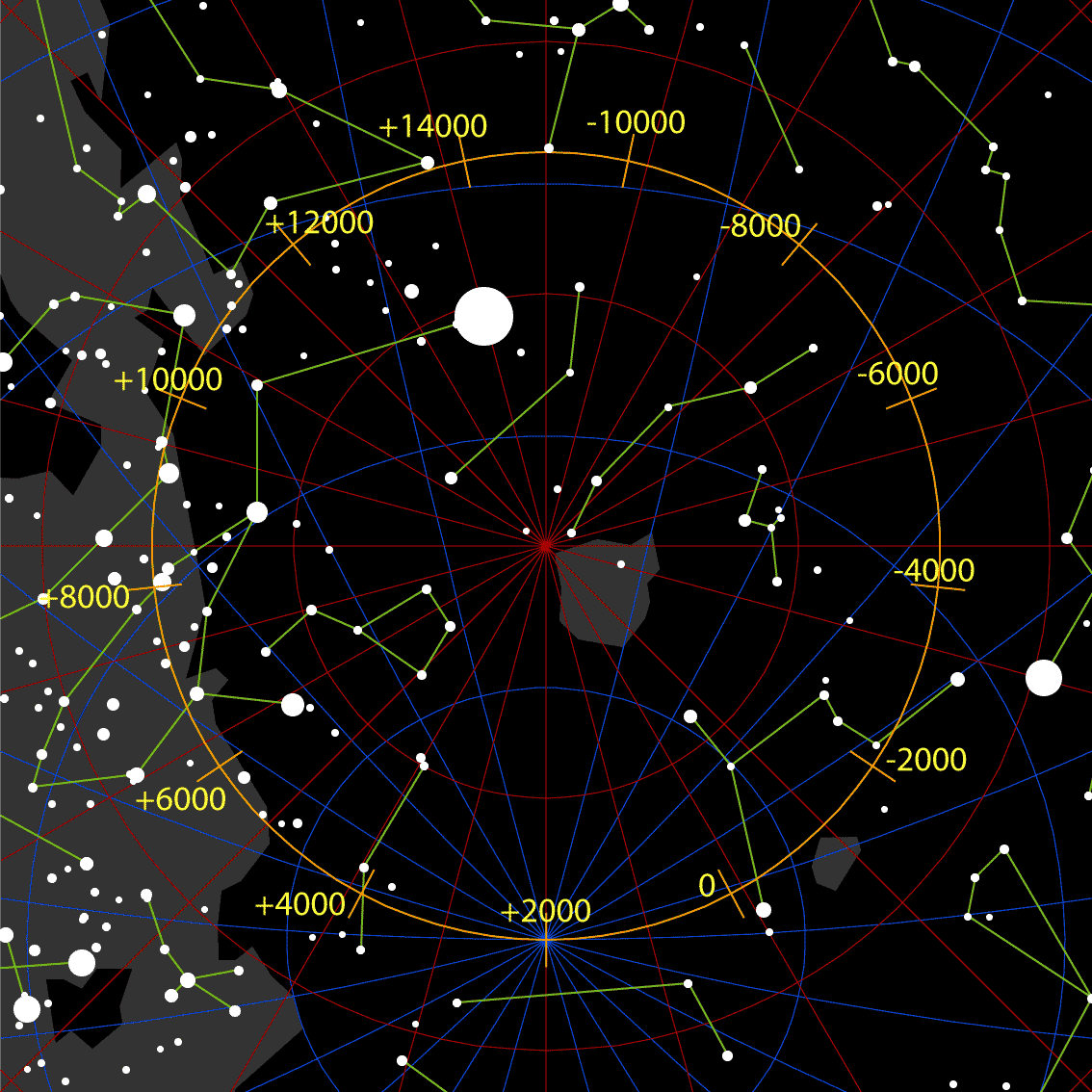
Recorrido del polo sur durante un año platónico, con la indicación de los años.

En astronomía se denomina año platónico, gran año o ciclo equinoccial al período que tarda la precesión de la Tierra en dar una vuelta completa: dura 25 776 años de tiempo solar medio debido a la precesión de los equinoccios, esto es, se trata del giro completo del eje de rotación de la Tierra en torno al actual Polo Norte de la eclíptica.  Por este movimiento las estaciones se han desplazado aproximadamente un mes desde el año 1.

## Tabla de los encuentros
Debido a la precesión de los equinoccios los signos del zodiaco completan su recorrido a lo largo de un gran año (25776 años): 
|              |        | Sectores de 30° | Entrada en el sector | Entrada en el sector | Entrada en el sector | Entrada en el sector | Entrada en el sector |
| constelación | Sector | Mes             | Punto primavera      | Punto verano         | Punto otoño          | Punto invierno       | Duración             |
| Virgo        | 44,1°  | + 12950 - 12850 | + 12170 - 13630      | - 7180               | - 730                | + 5720               | 3160 años            |
| Leo          | 35,7°  | - 10700         | - 10470              | - 4020               | + 2430               | + 8880               | 2570 años            |
| Cáncer       | 20,1°  | - 8550          | - 7900               | - 1450               | + 5000               | + 11450              | 1440 años            |
| Gemini       | 27,9°  | - 6400          | - 6460               | - 10                 | + 6440               | + 12890 -12910       | 2000 años            |
| Tauro        | 36,7°  | - 4250          | - 4460               | + 1990               | + 8440               | - 10910              | 2620 años            |
| Aries        | 24,7°  | - 2100          | - 1840               | + 4610               | + 11060              | - 8290               | 1770 años            |
| Piscis       | 37,2°  | + 50            | - 70                 | + 6380               | + 12830 - 12970      | - 6520               | 2670 años            |
| Acuario      | 24,0°  | + 2200          | + 2600               | + 9050               | - 10300              | - 3850               | 1710 años            |
| Capricornus  | 28,0°  | + 4350          | + 4310               | + 10760              | - 8590               | - 2140               | 2010 años            |
| Sagitario    | 33,3°  | + 6500          | + 6320               | + 12770 - 13030      | - 6580               | - 130                | 2380 años            |
| Ofiuco       | 18,6°  | + 8650          | + 8700               | - 10650              | - 4200               | + 2250               | 1340 años            |
| Escorpio     | 6,7°   | + 8650          | + 10040              | - 9310               | - 2860               | + 3590               | 480 años             |
| Libra        | 23,0°  | + 10800         | + 10520              | - 8830               | - 2380               | + 4070               | 1650 años            |

- = a.d. C.
+ = C.